# 勇者斗恶龙 少年杨格斯与不思议的迷宫
《勇者斗恶龙 少年杨格斯与不思议的迷宫》是《勇者斗恶龙VIII》的前传游戏，是roguelike游戏系列不可思议迷宫的作品之一，并如同系列使用了随机生成的迷宫。本游戏由Cavia开发，史克威尔艾尼克斯于2006年在日本PlayStation 2平台发行。

## 游戏玩法
游戏使用了随机生成的迷宫以及回合制的战斗系统。玩家必须和不同楼层的敌人作战直到遇到头目怪兽，为了推进剧情，玩家必须将头目击败。当与敌人接触时战斗就会发生，而不会出现单独的战斗屏幕会菜单系统。游戏加入了一个新功能“蓄力系统”，它可以让玩家积累能量并给予敌人强力打击，然而在这种状态下角色将不能移动。在游戏的后期，玩家可以使用特殊的壶捕捉怪物，并使用它们攻击对手。
玩家可以在任何时刻带领三个怪物，它们可通过使用道具与积累战斗经验值来学会特殊技能。当怪物达到4级，得到它们喜欢的食物并拥有武器后，才会协助杨格斯，随着战斗次数的增多，它们就能将自己的力量与其它捕捉怪物的力量进行联合。游戏亦使用了过场动画以及电脑生成的漫画风格场景。

## 情节
游戏围绕着孩子时期的角色杨格斯——《勇者斗恶龙VIII》中的主角之一。作为一个“突然加入的盗贼”，在一个神秘的壶被带回家时，他参与了父亲杨帕盗贼团。尽管杨格斯被告诫不要触摸壶，但他还是做了，然后他被吸入壶中，来到了另一个被叫做“壶之土地”的世界。
《勇者斗恶龙VIII》中的女盗贼歌尔达也在这片新世界出现，同样出现的还有莫利、特鲁尼克以及新角色波比，每个人都开始探索这片新大陆。

## 开发
游戏的一个试玩版在2005年12月的东京Jump Festival上进行了展出。

## 评价
游戏的“卡通般3D图像”受到了注意，此外他的全动态视频也受到了好评。精彩的原画风格和单元着色图形受到了好评。Destructoid将游戏列为了它们的十个最喜欢勇者斗恶龙游戏的第十名。IGN给了游戏迷宫移动系统“笨拙”的描述。